# Cupra Marittima
Cupra Marittima est une commune italienne d'environ 5 380 habitants, située dans la province d'Ascoli Piceno, dans la région Marches, en Italie centrale.

## Géographie
Principalement connue comme une station balnéaire, Cupra Marittima appartient à la zone de la Riviera delle Palme du bas littoral des Marches. 
Derrière la marina (le village proprement dit) se trouvent trois collines : Sant’Andrea avec le rocher homonyme, Marano avec le secteur médiéval et Boccabianca.
La commune est bordée au nord par Massignano, au sud par Grottammare, à l’ouest par Ripatransone, à l’est par la mer Adriatique.

## Histoire
Cupra Marittima fut une colonie romaine et son nom dérive de la « Déesse Cupra », divinité picénienne devenue ensuite objet d’adoration par les Romains eux-mêmes, comme en témoigne l’autel dédié à la déesse au centre de l’ancien forum.
L’ancien site médiéval de Marano, situé sur les hauteurs, constitue le noyau principal de Cupra Marittima. C'est dans la seconde moitié du XIXe siècle que, plus bas, prend forme le bourg maritime ; on relève en outre des réalités archéologiques qui renvoient à une fréquentation préhistorique sur le territoire; mais c’est avec la civilisation picena (VIIIe – IIe siècles avant J.-C.) que les établissements humains deviennent plus intenses, comme en témoignent les nombreuses nécropoles de Castelletta, riches en objets funéraires. 
Après la défaite des Picènes (268 avant J.-C.), Cupra Marittima devint une colonie romaine et l’ager cuprensis fut identifié avec le Regio V Picenum célèbre pour sa production d’huile d’olive et son commerce maritime avec un grand port situé vers la zone nord du pays actuel. Dans cette zone se trouvaient des entrepôts, les amarres de bateaux et d’amphores qui servaient au transport du blé et de l’huile sont apparues. Avec la chute de l’Empire romain d’Occident, les barbares font irruption : Cupra est pillée plusieurs fois et subit la domination des Byzantins, des Lombards et des Francs, jusqu’à ce que les Maures la détruisent au IXe siècle. Les Cuprensi se retirent sur les hauteurs donnant naissance à Castrum Maranum (le noyau défensif le plus fort), à Castel Sant’Andrea et à Castel Boccabianca.

## Monuments et patrimoine
Les Lieux d’intérêt historique et archéologique sont : 
- Le musée archéologique du territoire avec les sections préhistoriques, Picènienne et romaine;

- Sur la route nationale 16 Adriatique se trouve la villa romaine avec un nymphée et des environnements thermaux et de pression du Ier siècle après J.-C. illustrant les activités de pêche et de vie maritime.

- Et encore à la hauteur de Villa Cellini, nous entrons dans la colline verdoyante et si nous allons vers le nord, nous rencontrons l’église paroissiale de San Basso, est l’un des témoignages les plus remarquables de la région, datée du IXe siècle après J.-C. marque officiellement le passage de la dimension païenne (Déesse Cupra) à l’affirmation du premier culte chrétien (San Basso). Aujourd’hui on voit des traces de l’abside en style roman avec la crypte presque intacte et qui a accueilli pendant longtemps le corps de Saint Bas, patron de la ville, martyrisé pendant les persécutions de l’empire de Dioclétien.
- Château de Sant’Andrea : au cours du XVIIe siècle, le château fut semi-détruit à cause d’un désastre hydrogéologique. Cupra Alta fut définitivement abandonnée au cours du XIXe siècle. Aujourd’hui, le château conserve les ruines des murs d’enceinte et la tour principale, qui ont été rénovées.

## Administration
| Période                                  | Période | Identité | Étiquette | Qualité |
| ---------------------------------------- | ------- | -------- | --------- | ------- |
|                                          |         |          |           |         |
| Les données manquantes sont à compléter. |         |          |           |         |

### Communes limitrophes
Grottammare, Massignano, Ripatransone

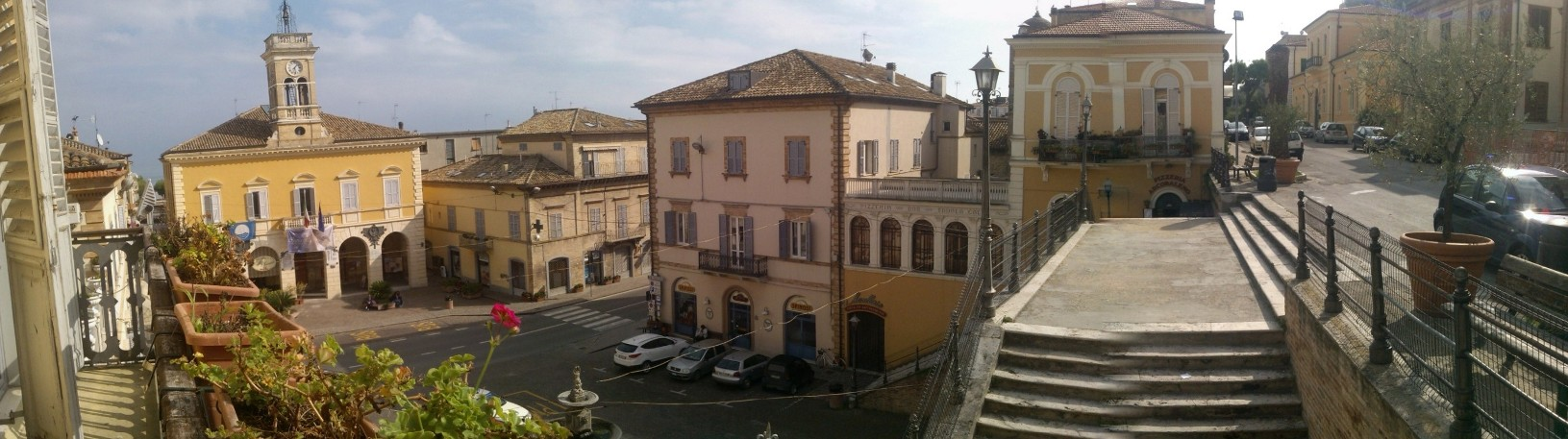
Place de la Liberté depuis la Rue de Rome